# Loção
Loção é uma forma farmacêutica composta de um pó insolúvel em água ou substâncias dissolvidas num líquido espesso, tais como o óxido de zinco, a loção de calamina, calmantes, proteção da pele e aliviar o rubor e prurido. Devem ser agitada antes do uso.